# Джумая (дем Даутбал)
Джумая (на гръцки: Μεσαίο, Месео, катаревуса Μεσαίον, Месеон, до 1949 година Μεσιό, Месио, до 1926 година Τζουμά, Дзума) е село в Гърция, част от дем Даутбал, област Централна Македония с 573 жители (2001).

## География
Селото е разположено в областта Вардария в Солунското поле, в северозападното подножие на планината Балджа, на левия бряг на река Галик (Галикос) срещу село Наръш (Неа Филаделфия).

## История

### В Османската империя
В 1900 година според Васил Кънчов („Македония. Етнография и статистика“) в Джумая махала, Лъгадинска каза, живеят 150 турци.

### В Гърция
След Междусъюзническата Джумая попада в Гърция. Населението му се изселва и на негово място са настанени гърци бежанци. Според преброяването от 1928 година Джумая е бежанско село с 49 бежански семейства и 150 души. В 1926 година селото е преименувано на Месио, а в 1949 – на Месео.
| Име    | Име       | Ново име | Ново име | Описание                             |
| ------ | --------- | -------- | -------- | ------------------------------------ |
| Гале   | Γαλαί     | Рахула   | Ραχούλα  |                                      |
| Джумая | Τζουμαγιά | Корифи   | Κορυφή   | възвишение на ЮИ от Джумая (390,3 m) |